# Pterotrachea scutata
Pterotrachea scutata is een slakkensoort uit de familie van de Pterotracheidae. De wetenschappelijke naam van de soort is voor het eerst geldig gepubliceerd in 1855 door Gegenbaur.